# Општина Чехал (Сату Маре)
Чехал (рум. Cehal) општина је у Румунији у округу Сату Маре.
Oпштина се налази на надморској висини од 181 m.